# Juan Antonio Corbalán
Juan Antonio Corbalán Alfocea (Madri, 3 de agosto de 1954) é um ex-basquetebolista profissional espanhol, para muitos a melhor armador europeu da década de 1980 e um dos melhores armadores da história do basquete espanhol. Tem o título de Licenciado em Medicina pela Universidade de Madri e como tal, exerce a profissão de Médico.

## Trajetória

### Seleção nacional
Participou com a Espanha em 128 partidas (1972/73 a 1984/85). Destaca sua participação nos Jogos Olímpicos de Los Angeles 1984 e no Campeonato Europeu na França 1983  conseguindo em ambos medalha de prata.

### Clubes
- Categoria de Base do Colégio San Viator (Madri)
- Categoria de Base do Real Madri
- Real Madri : temporadas 1971/72 a 1987/88
- Clube Basquete Valladolid: temporada 1990/91

### Prêmios
- 12 Ligas espanholas. (1971/72, 1972/73, 1973/74, 1974/75, 1975/76, 1976/77, 1978/79, 1979/80, 1981/82, 1983/84, 1984/85, 1985/86)
- 7 Copas da Espanha. (1971/72, 1972/73, 1973/74, 1974/75, 1976/77, 1984/85, 1985/86)
- 1 Supercopa da Espanha (1984/85)
- 2 Torneios Internacionais de Clubes ACB ("Memorial Héctor Quiroga")
- 3 Copas de Europa. (1973/74, 1977/78, 1979/80)
- 1 Recopa de Europa. (1983/84)
- 1 Copa Korac. (1987/88)
- 3 Copas Intercontinentais. (1975/76, 1976/77, 1977/78)
- 1 Mundial de Clubes. (1980/81)
- 13 Torneios Internacionais de Natal.
- 3 Torneios CAM

- Faz parte da seleta lista dos 50 melhores contribuidores da Euroliga.
- Nomeado Melhor Jogador Europeu FIBA em 1983.
- MVP do Eurobasket 1983

## Homenagens
- O ginásio municipal de Caravaca da Cruz (Região de Múrcia), localidade natal de seus pais, leva seu nome.
- Em 2004 recebeu, junto a seus colegas da seleção espanhola de basquete nos Jogos Olímpicos de Los Angeles 1984, o Prêmio Coração de Ouro outorgado pela Fundação Espanhola do Coração.